# تریسی ولف
تریسی ولف (به انگلیسی: Traci Wolfe) (زاده ۲۷ دسامبر ۱۹۶۰) بازیگر و مدل آمریکایی است که به خاطر ایفای نقش در تمام چهار سری فیلم اسلحه مرگبار معروف است.

## فیلم‌شناسی
| سال  | فیلم           | نقش          | توضیحات |
| ---- | -------------- | ------------ | ------- |
| ۱۹۸۷ | اسلحه مرگبار   | ریانه مورتاگ |         |
| ۱۹۸۹ | اسلحه مرگبار ۲ | ریانه مورتاگ |         |
| ۱۹۹۲ | اسلحه مرگبار ۳ | ریانه مورتاگ |         |
| ۱۹۹۸ | اسلحه مرگبار ۴ | ریانه مورتاگ |         |